# Venus de Brassempouy

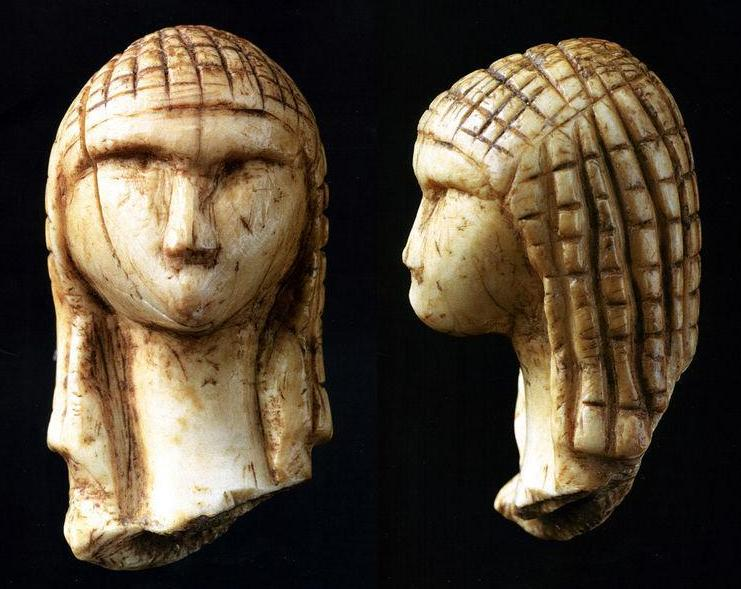
Vista frontal i lateral de la dama de Brassempouy.

La venus de Brassempouy o dama de Brassempouy és un fragment d'estatueta femenina d'ivori. Es data al Paleolític superior i és una de les més antigues representacions detallades del rostre humà.

## Descobriment

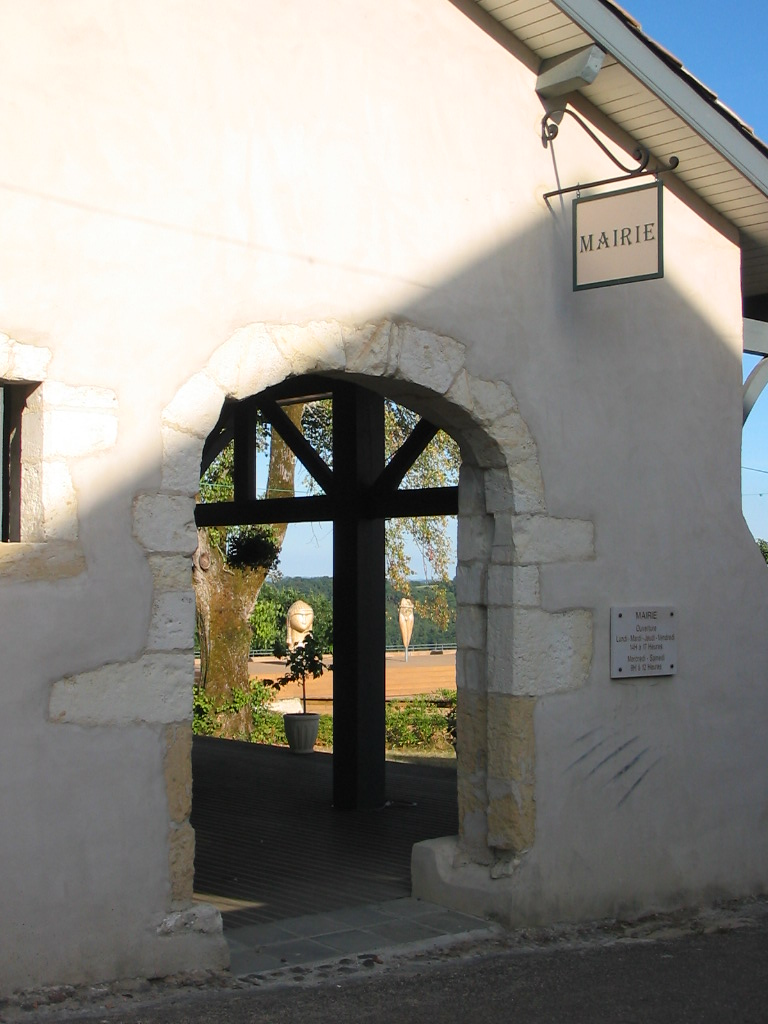
El jaciment se situa en la mateixa localitat de Brassempoi: rèpliques gegants de les figures paleolítiques ubicades al sostre del museu / jaciment (Maison de la Dame), vistes a través de l'entrada a l'ajuntament.

Brassempoi és una localitat de la Gascunya en la circumscripció hi ha dos jaciments arqueològics, a tan sols un centenar de metres de distància i amb una antiguitat considerable: la «Galeria de les Hienes» i la «Cova del Papa».
Aquesta última, va ser descoberta i estudiada en 1881 per P. E. Dubalen qui va trobar vestigis del magdalenià ple, més tard per J. De Laporterie i, finalment, en 1894, per Édouard Piette. Aquestes primeres excavacions no van ser molt curoses amb l'estratigrafia, però, Piette descriure diversos nivells sota dels de Dubalen, que va atribuir al solutrià superior i mitjà. A la base va trobar un nivell que va batejar com «capa eburnea», a causa de l'abundància d'objectes i fragments d'ivori, que ha estat, recentment, datada al gravetià.
Piette va trobar en aquest nivell nombrosos fragments d'estatuetes entre les quals va destacar, de seguida, l'anomenada «figureta de la caputxa» un petit cap sense restes del cos. D'altra banda, va intentar relacionar les seves troballes amb les representacions faunístiques de l'art moble dels Pirineus (on havia excavat diverses coves), esbossant una cronologia especulativa que va ser desmuntada per l'abat Henri Breuil el 1906.

## Descripció
La dama de Brassempoi va ser tallada en ivori de mamut. Mesura 3,65 centímetres d'alçada, 2,2 centímetres d'amplada i 1,9 centímetres de gruix. Tot i ser una de les  venus amb els trets més detallats, les proporcions anatòmiques del crani no són realistes: la cara té forma de triangle invertit molt equilibrat. El nas i les celles estan perfectament representades, però no té boca. En el cap, els cabells està representat d'una manera poc convencional, mitjançant traços en ret, de manera que alguns pensen que es tracta d'una caputxa, d'un tipus concret de pentinat o, simplement, la representació esquemàtica de la cabellera. A la part dreta de la cara té una petita esquerda.

## Datació
Encara que el descobriment va tenir lloc a finals del segle xix, molt abans que es perfeccionessin les tècniques arqueològiques modernes, el context de la figureta ha estat revisat amb tots els mitjans possibles. Gràcies a això no hi ha dubte que la dama de Brassempoi és gravetià, una de les cultures més antigues del Paleolític superior (entre 29 000 i 22.000 anys d'antiguitat). A més, la seva associació a un conegut fòssil director, com és el burí de Noailles, aporta una precisió major (entre 26 000 i 24.000 anys d'antiguitat).
És, per tant, contemporània del mateix nombre venus prehistòriques com les de Laussel, Lespugue, Willendorf o Dolní Věstonice, entre d'altres), encara que aquesta és diferent quant al detall amb què es representa la cara (absent o desdibuixada en les altres)

## Conservació
La dama de Brassempoi es pot visitar al museu de Saint-Germain-en-Laye (París), però, com l'ivori està en mal estat i és molt sensible als canvis de temperatura i humitat, no forma part de l'exposició permanent, sinó que només s'exposa amb motiu de certes exposicions temporals.

## Col·loqui del Centenari
Al juliol de 1994 es va convocar un col·loqui en Brassempoi, sobre les representacions humanes del Paleolític Superior europeu, amb el pretext celebrar el centenari del descobriment del caparró per Édouard Piette. El col·loqui es va celebrar el 22 i el 23 de juliol i va reunir a la majoria dels especialistes mundials en Art paleolític eurasiàtic, per exemple, va ser inaugurada per Yves Coppens i els seus actes foren editats per Henri Delporte.